# Марта Вецька
Блаженна Марта Анна Вєцка (пол. Marta Wiecka; 12 січня 1874, Новий Вєц; пол. Nowy Wiec — 30 травня 1904, Снятин) — католицька релігійна діячка, католицька блаженна.

## Життєпис
21 квітня 1893 року отримала призначення на місійну працю в шпиталі для убогих у Львові. 15 листопада 1894 року — до аналогічного шпиталю в Підгайцях. У 1899—1902 роках служила у Бохні. В 1902 році отримала призначення на місійну працю в шпиталі у Снятині.
Померла і похована у місті Снятині. 

## Беатифікація
Процес беатифікації розпочався 26 червня 1997 року. Беатифікована 24 травня 2008 року: беатифікаційна свята меса відбулась того дня у парку імені Богдана Хмельницького у Львові за участі папського легата кардинала Тарчізіо Бертоне. День пам'яті — 30 травня.

## Шанування
До її могили кілька років тривають паломництва. Зокрема, 16-17 травня 2015 темою паломництва була «Жнива великі, але робітників мало» (Мт 9,37). Віруючі часто звертаються до неї з проханнями про допомогу при лікуванні і просять сприяння у благих намірах . 